# Сімтек
Simtek (Simulation Technology) — команда Формули-1 з Великої Британії. Провела два неповних сезони у Формулі-1 в 1994-у і 1995-у роках, стартувавши у загальній складності в 20 гонках.